# Karl Friedrich August Grashof
Karl Friedrich August Grashof (* 24. August 1770 in Groß Germersleben; † 4. März 1841 in Köln) war ein deutscher Theologe, Pädagoge, Mathematiker, Schulrat und Gymnasialdirektor.

## Leben
Grashof war Sohn eines Justizamtmanns, der bereits 1775 verstarb. Zwei Geschwister starben im Kindesalter. Seine Mutter heiratete 1786 noch einmal. Nach dem Tod des Vaters besuchte er höhere Schulen in Aschersleben, wo er eine Klasse überspringen konnte, in den Franckeschen Stiftungen zu Halle und zuletzt die Domschule in Magdeburg. Seine Mutter und sein Stiefvater, der Amtmann Haberland, wohnten im nahen Rogätz. Ab Wintersemester 1789 bis zum Sommersemester 1792 studierte er an der Universität Halle Theologie (bei Georg Christian Knapp) und hörte auch Vorlesungen in Mathematik (bei Georg Simon Klügel), Chemie (bei Friedrich Albrecht Carl Gren), Philosophie, Psychologie und Alte Sprachen. Der Tod auch seines Stiefvaters 1792 machte eine frühe Beendigung seiner Studien notwendig und eine knapp einjährige Tätigkeit als Hauslehrer. Nach dem Examen (pro licentia concionandi) am 19. November 1793 am Bischofssitz Stendal und durch den Generalsuperintendenten der Altmark und Prignitz, Jani, das in vorgeschriebenen elf Fragepunkten (eingeführt von Johann Christoph von Woellner) vor allem auf die Inhalte der besuchten Vorlesungen einging, aber auch persönliche Daten abfragte bis hin zu den bisher gehaltenen Predigten, wurde ihm vom Prüfungsvorsitzenden nahegelegt, sich für eine der freiwerdenden Stellen an den Realgymnasien zu bewerben, da er einen Schwerpunkt seiner Studien auf „Schulsachen“ gelegt hatte. So trat er 1794 als Kandidat der Theologie eine Lehrerstelle an dem Pädagogium der Realschule zu Berlin an, dem späteren Friedrich-Wilhelms-Gymnasium. 1798 wurde er Konrektor und 1810 Rektor des Lyzeums in Prenzlau. 1813 trat er in die preußische Armee ein und nahm in der Folge auch als Leutnant an der Völkerschlacht bei Leipzig teil. Als gegen Ende der Befreiungskriege die Franzosen sich aus dem Rheinland zurückgezogen hatten, wurde Grashof am 14. Juli 1814 als provisorischer Direktor des öffentlichen Unterrichts beim Generalgouvernement in Aachen angestellt. Von dort wurde er 1816 als Konsistorial- und Schulrat an das neuerrichtete Konsistorium in Köln versetzt. 1820 übernahm er zusätzlich die Leitung der damaligen städtischen „Höheren Bürgerschule“ in Gebäuden des aufgehobenen Karmeliterklosters in der Severinstraße, das 1825 zum Gymnasium erhoben wurde und 1830 den Namen Friedrich-Wilhelm-Gymnasium erhielt. Beide Funktionen übte er bis zu seinem Tode aus.

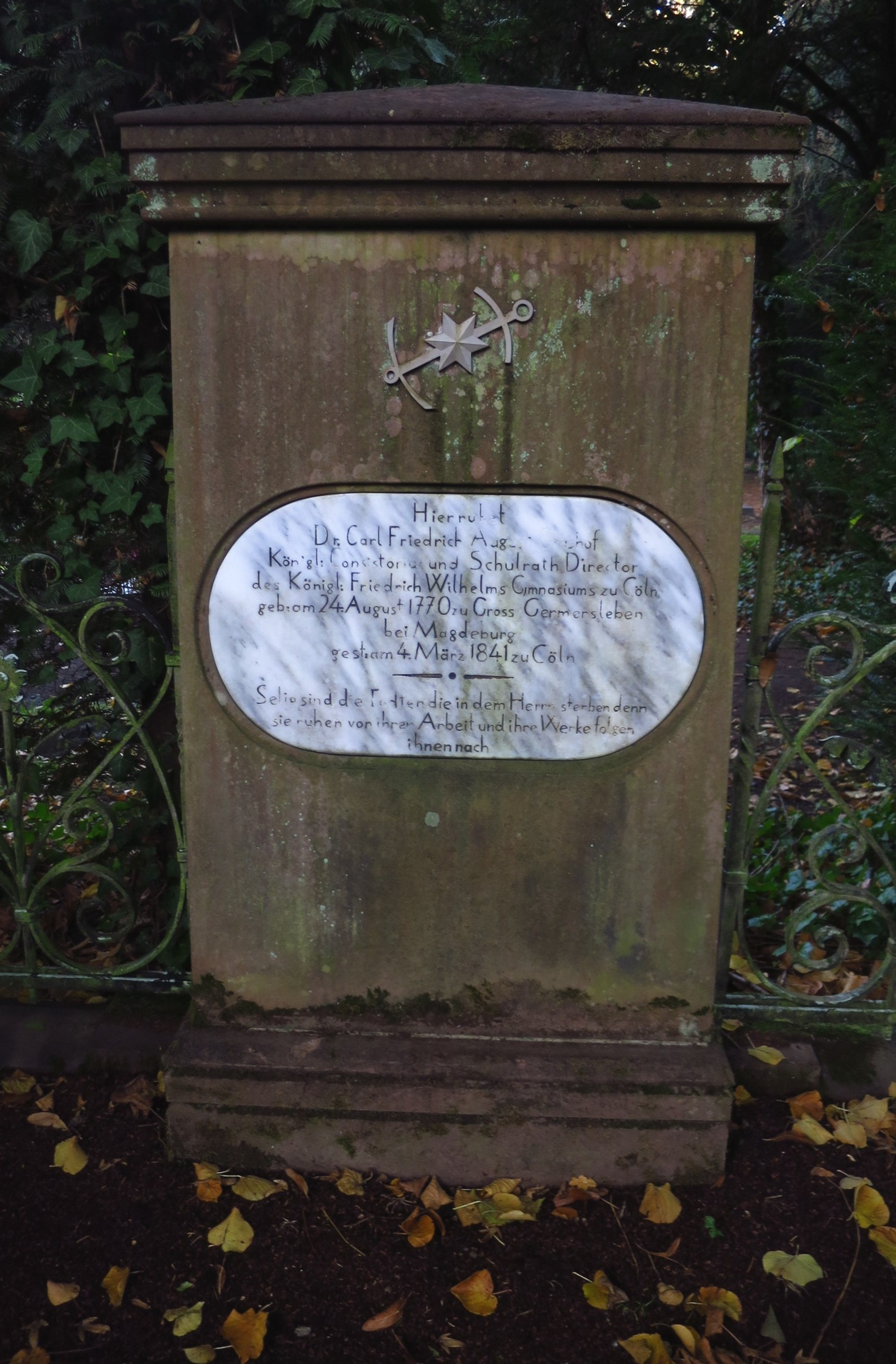
Grabstein

Am 7. Juli 1797 heiratete er Dorothea Luisa Brüder (1778–1848). Das Paar hatte sechs Kinder: Carl Grashof (1799 Prenzlau – 1874 Boppard), Gymnasialoberlehrer am Königlichen Gymnasium in Düsseldorf (Vater von Franz Grashof), Adelaide Grashof (1800 Prenzlau – 1882 Köln), Julius Werner Grashof (1802–1873), Gymnasiallehrer und Pfarrer in Trier und Köln, August Wilhelm Grashof (* 1809), Hauptmann der Artillerie in Wesel, den Maler Otto Grashof (1812–1876) und den Kaufmann Friedrich Grashof (1818 Köln – 1888 Köln).
Grashof hat sich besonders um die Neuordnung des Höheren Schulwesens in Preußen verdient gemacht. Er verstarb 1841 im Alter von 70 Jahren und wurde auf dem Kölner Friedhof Melaten (Lit. G, zwischen Lit.D+E) beigesetzt.

## Ehrungen
- 1806 bekam er aufgrund seines mathematischen Werkes den Doktorgrad der Philosophischen Fakultät der Universität Frankfurt/Oder (Nicht den Ehrendoktor!)

## Werke
- Theses sphaerologicae, Felisch, Berlin 1806
- Aus meinem Leben und Wirken: zugleich als Beitrag zur Geschichte der Rheinprovinz, Bädeker, Essen 1839 (Digitalisiert s. unten)